# Helēna Bitnere-Hehta
Helēna Bitnere-Hehta, (Riga, Letland, 16 december 1935) is een voormalig Sovjet- basketbalspeelster.

## Carrière
Hehta speelde haar gehele basketbal carrière voor Daugava Riga. Met Daugava won ze zes Sovjet-kampioenschappen en zes Europese Cup-titels. Ook won ze één titel met de Letse SSR in 1963. Hehta was ook heel belangrijk voor de nationale ploeg van de Sovjet-Unie. Met het nationale team van de Sovjet-Unie won Hehta goud in 1959 op het Wereldkampioenschap en één keer goud op het Europees Kampioenschap in 1960 en zilver in 1958. Als speler van de Letse SSR won ze twee keer de Spartakiad van de Volkeren van de USSR in 1963 en 1967.

## Privé
Hehta was getrouwd met oud basketballer Oļģerts Hehts.

## Erelijst
- Landskampioen Sovjet-Unie: 7
  - Winnaar: 1960, 1961, 1962, 1963, 1964, 1965, 1966
  - Tweede: 1956
  - Derde: 1958
- Landskampioen Letland: 2
  - Winnaar: 1954, 1955
- EuroLeague Women: 5
  - Winnaar: 1960, 1961, 1962, 1964, 1966
- Wereldkampioenschap: 1
  - Goud: 1959
- Europees kampioenschap: 1
  - Goud: 1960
  - Zilver: 1958
- Spartakiad van de Volkeren van de USSR: 2
  - Winnaar: 1963, 1967